# Stefano Braschi
Stefano Braschi (Barberino di Mugello, 6 giugno 1957) è un ex arbitro di calcio e dirigente arbitrale italiano.

## Carriera
Appartenente alla Sezione AIA di Prato, esordì in Serie A nella stagione 1992-1993 e nel 1996 conseguì la qualifica di arbitro internazionale. Entrò nel 1998 a far parte della Top Class UEFA e nello stesso anno gli venne affidato l'arbitraggio della finale di Coppa delle Coppe tra Chelsea e Stoccarda, disputatasi allo Stadio Råsunda di Stoccolma. Nel 2000 diresse allo Stade de France di Parigi la finale della UEFA Champions League tra Real Madrid e Valencia; nello stesso anno arbitrò al Campionato mondiale per club FIFA disputatosi in Brasile.
In ambito nazionale ha arbitrato due finali di Coppa Italia, L.R. Vicenza-Napoli nel 1997 e Fiorentina-Parma nel 1999, oltre a numerose classiche del campionato italiano tra cui 4 Juventus-Inter, 2 derby di Milano, un derby di Roma, un derby dell'Appennino, un derby del Sole, 4 Juventus-Milan, 3 Juventus-Roma, 2 Milan-Torino, un Inter-Roma, un Inter-Fiorentina, un Torino-Inter e un Milan-Fiorentina; ha inoltre diretto due spareggi-retrocessione dalla Serie A, Piacenza-Cagliari nel 1997 e Reggina-Verona nel 2001, e uno spareggio per l'accesso in Coppa UEFA, Juventus-Udinese nel 1999. Nel 1998 venne insignito del prestigioso premio "Mauro", destinato all'arbitro internazionale italiano maggiormente distintosi.
Il 17 febbraio 1999, durante l'andata delle semifinali di Coppa Italia tra Inter e Parma, espulse tre nerazzurri (Bergomi, Colonnese e Javier Zanetti) rei — a suo dire — di proteste eccessive: malgrado la contestazione giunta dalla società interista, difese la correttezza del proprio operato. Premiato con l'Oscar quale miglior arbitro nel 1999 e 2001, nel marzo 2003 fu radiato per aver firmato un contratto come direttore generale del Siena (all'epoca in Serie B) senza averne ricevuto autorizzazione. Il ritiro dall'attività, per sopraggiunti limiti anagrafici, era avvenuto nel 2002. Fu riabilitato dalla FIGC nel 2006.
Già osservatore degli arbitri per l'UEFA e presidente del comitato regionale toscano, nel luglio 2009 fu nominato designatore arbitrale per la Lega Pro.
L'8 luglio 2010 viene nominato referente della Commissione Arbitri Nazionale di Serie A per il designatore Marcello Nicchi; la carica gli viene riconfermata per le stagioni successive, fino a quella del 2013-2014, l'ultima possibile in base alle norme AIA.
Nel 2014 viene inserito nella Hall of Fame del calcio italiano nella categoria Arbitro italiano.
Per il biennio 2015-17, viene nuovamente inserito nell'organico degli osservatori arbitrali UEFA, dopo averne già fatto parte in passato.